# Новаца
Новаца је насеље у Италији у округу Бергамо, региону Ломбардија.
Према процени из 2011. у насељу је живело 149 становника. Насеље се налази на надморској висини од 862 м.